# フェリックス・ソボレフ
フェリックス・ミハイロビッチ・ソボレフ（ウクライナ語：Соболєв Фелікс Михайлович、ラテン文字転写：Felix Mikhailovich Sobolev、1931年7月25日–1984年4月20日）は ソビエト連邦・ウクライナのドキュメンタリー映像作家、映画監督。キエフ科学映画学校創設者である。ウクライナ・ソビエト社会主義共和国名誉芸術家賞等を受賞している。

## 生涯
フェリックス・ソボレフは1931年7月25日にソビエト連邦・ウクライナ・ソビエト社会主義共和国ハリコフに労働者の息子として生まれる。キエフ国立演劇映画テレビ大学に進学、1953年に演劇科、1959年に監督科を卒業。卒業後は国立キエフ科学映画スタジオ（Kievnauchfilm）に入所。1973年に卒業校であるキエフ国立演劇映画テレビ大学の科学映画芸術監督となる。ウクライナ撮影監督協会（ソビエト連邦撮影監督協会の傘下）会員となった。1984年4月20日にキエフで死去。

## 影響
1960年代中期、ソボレフはポピュラーサイエンス（大衆科学）分野での映像作品（科学映画）化と言う概念を大きく変革した。彼の映像作品『動物の言語（Язык животных）』（1967年）、『動物は考えるか（Думают ли животные?й）』（1969年）、『水平線への7歩（Сім кроків за обрій）』（1968年）は広く人気を博し、映画館は満員となった。彼の「実験を映像化する（experiment in the frame）」技術は、科学者が提案した実験を観客が目撃者・証人とすると言うコンセプトであった。1970年代までには、ソボレフは物理化学を映像化し、その後は心理学を映像化した。当時はとても画期的で、1971年の作品『自分と他人（Я та інші）』では、観客を同調行動・同調圧力についての実験の一部にした。
世界と個人の居場所を描いた映像叙情である1974年の短編作品『バイオスフィア！認知の時代（Биосфера! Время осознания）』より作品の方向性を変化させた。その後の作品も含め、ノンフィクション映画の撮影技術に大きな飛躍をもたらした。また劇場芸術学校の次世代の生徒やキエフ科学映画スタジオの若手監督たちにも大きな影響を与えた
。
映画芸術の世界では、（セルゲイ・トリムバッハによると）ソボレフはキエフにおける1960年代と1970年代における巨大な二大潮流の一つの中心的存在だったと言われた。もう一方の中心はソビエト連邦の政治原則に背き退廃的と批判された作風を持つアルメニアの映画監督セルゲイ・パラジャーノフであった。彼に比べると、ソボレフは1978年の作品『さあ、あなたには才能がある（Дерзайте, ви — талановиті）』のように、人類の永遠の潜在力を信じるロシア・インテリゲンチャの伝統を引き継いでいた。しかしながら彼は、反体制的作品『爆発する夜明け』や同調圧力や自由意思を研究した『自分と他人』で政治的なリスクをとるなど、政治的な意図はなかった。最後の作品『キエフ交響楽団（Київська симфонія）』（1982年）で党委員会と対立し政治的な要請に対応するため7度も再編集するはめとなり、結果ソボレフが激怒したことにより評判に傷を付けることとなった。

### その他の参考文献
- Фурманова 3. Шаги за горизонт: Фильмы о науке кинорежиссера Феликса Соболева. [Steps beyond the horizon: Films about the science of film director Felix Sobolev] М., 1987;
- Митці України. [Artists of Ukraine] К., 1992. — С.540;
- Мистецтво України: Біографічний довідник. [Art of Ukraine: Biographical reference book] К., 1997. — С.550;
- Фурманова 3. Колосяйво Фелікса Соболева // Кіноколо. [Felix Sobolev's Colossus] 1997. № 1. — С.68—69;
- УСЕ: Універсальний словник-енциклопедія. [Universal dictionary-encyclopedia] К., 1999. — С.1257.